# Odilon de Oliveira
Odilon de Oliveira OMM (Exu, 26 de fevereiro de 1949) é um ex-magistrado e político brasileiro, filiado ao Partido Social Democrático (PSD). Foi juiz federal de 1987 até 2017.
Tornou-se internacionalmente conhecido por sua atuação no combate ao crime organizado, sobretudo na região de fronteira do Brasil com o Paraguai, tendo prendido centenas de traficantes de drogas e desestruturado dezenas de organizações criminosas. Por isso, foi alvo de inúmeras ameaças de morte e passou a viver sob forte escolta de 10 policiais federais 24 horas por dia.
Foi titular da única vara especializada em crimes financeiros e de lavagem de dinheiro de Mato Grosso do Sul, a 3ª Vara Federal de Campo Grande, até outubro de 2017, quando pediu aposentadoria por tempo de contribuição para concorrer a cargos políticos. Mesmo após sua aposentadoria tem necessidade de ter escolta de policiais armados em tempo integral, pelo enorme volume de ameaças sofridas, durante o combate ao narcotráfico e ao crime organizado, por determinação do Conselho Nacional de Justiça.

## Primeiros anos, família e educação
Odilon de Oliveira é o terceiro dos oito filhos de Expedito João de Oliveira e Domercília Teixeira Leite, um casal de lavradores analfabetos que vivenciaram a fome e a miséria em uma das regiões mais pobres do sertão pernambucano. Retirante da seca, migrou junto com a família para o estado de Mato Grosso devido a um programa estadual de colonização, em 1953. Após enfrentarem longa viagem num transporte conhecido como "pau-de-arara”, estabeleceram-se num assentamento no município de Jaciara, onde cada família adquiriu um pequeno lote de terra.
Trabalhou na roça desde os cinco anos de idade, tendo sido alfabetizado em casa por um amigo da família. Concluiu o ensino fundamental em uma escola de educandários em 1965 e o ensino médio em 1972, já aos 23 anos, em um colégio público do município. No ano seguinte, ingressou no curso de Direito da Universidade Católica Dom Bosco (UCDB), sendo o primeiro de sua família a frequentar o ensino superior.
Em seguida, mudou-se para Campo Grande, onde passou a morar numa antiga pensão para estudantes e garantir a sua sobrevivência trabalhando como professor primário em Sidrolândia, a 70km de distância da capital de Mato Grosso do Sul. Todos os dias, percorria as duas cidades de ônibus, numa estrada sem asfalto. Para custear a faculdade particular, recebia um desconto da mensalidade a título de bolsa, e o restante era financiado via crédito educativo.
Formou-se em 1978, aos 29 anos, e passou a prestar concursos públicos. Foi procurador autárquico federal de 1979 a 1981, promotor de justiça de 1981 a 1982, juiz de direito de 1982 a 1986, e juiz federal de 1987 a 2017.

## Atuação como Juiz Federal
A atuação de Odilon na magistratura federal fez o tráfico de drogas perder R$ 2 bilhões em bens e dinheiro. No período em que atuou no município de Ponta Porã, na fronteira com o Paraguai (entre 2004-2005), condenou mais de 100 traficantes, entre grandes chefões do crime como Fernandinho Beira-Mar, desmantelou quadrilhas especializadas em lavagem de dinheiro e tirou das mãos de criminosos mais de 30 mansões, 18 aviões, 85 fazendas (que juntas somam 36 mil hectares) e centenas de automóveis e apartamentos.
Odilon se tornou, neste período, inimigo número 1 dos traficantes: sua cabeça chegou a valer, segundo investigações da polícia brasileira e paraguaia, US$ 1 milhão no mercado do crime de encomenda. Com a segurança em risco, chegou a morar integralmente na sala onde despachava em Ponta Porã, sobre um colchonete e sob a vigilância de dez agentes de Polícia Federal fortemente armados na segurança imediata.
Ao retornar à Capital, continuou recebendo a proteção policial, que o acompanha 24h por dia e, inclusive, dorme em um alojamento em sua própria casa. Por medida de segurança, teve que abrir mão de atividades simples do dia a dia, como frequentar restaurantes ou passear com a família. Para Odilon, isso representa um constrangimento, pois até no baile de formatura de um de seus filhos precisou estar acompanhado dos agentes federais.

## Reconhecimento
Já recebeu diversos prêmios e homenagens nacionais e internacionais, dentre eles o prêmio Lágrimas Douradas do Fórum Internacional de Justiça, em 2008, dado aos magistrados e operadores de justiça que perderam suas vidas ou estão ameaçados de perdê-la por conta do seu trabalho no combate ao crime organizado, ao terrorismo e ao narcotráfico. A quarta edição do evento foi sediada em Campo Grande (MS) e contou com a participação de 37 países.
Em 2000, Odilon foi admitido pelo presidente Fernando Henrique Cardoso à Ordem do Mérito Militar no grau de Oficial especial.
Em 2005, ele já havia recebido erroneamente desta mesma entidade uma homenagem póstuma, por conta de um atentado que havia sofrido em Ponta Porã poucos meses antes. No evento, realizado em Uberlândia (MG), também foram homenageados os juízes brasileiros Alexandre Martins de Castro Filho e Antônio José Machado Dias, além da missionária americana Dorothy Stang e o jornalista Tim Lopes, todos assassinados no exercício de suas profissões.
Em dezembro de 2011, também em âmbito internacional, recebeu o prêmio do Escritório das Nações Unidas Sobre Drogas e Crime (UNODC), outorgado às personalidades de destaque no combate à corrupção. Na ocasião, o representante do UNODC para o Brasil e o Cone Sul, Bo Mathiasen, disse que a condecoração foi dedicada a Odilon em nome de todos os profissionais da justiça que abrem mão da própria liberdade por conta de seu trabalho.
Em 2015, foi novamente condecorado pela Organizações das Nações Unidas (ONU), dessa vez com o título de Guardião dos Objetivos do Milênio. O prêmio teve como objetivo destacar representantes dos setores público, privado e da sociedade civil que tenham contribuído para o alcance das metas propostas pela ONU para a melhoria da qualidade de vida da população mundial neste século.
A nível nacional, recebeu da Secretaria Nacional de Políticas sobre Drogas (Senad), em 2009, o Prêmio pela Valorização da Vida, em reconhecimento à sua “significativa contribuição nas ações de implementação e fortalecimento da Política Nacional de Drogas”; o Prêmio PNBE de Cidadania em 2010; e a medalha Mérito Legislativo da Câmara dos Deputados Federais em 2011, pelos “serviços prestados ao Brasil”.
Ao longo dos anos, recebeu outras dezenas de homenagens do Governo do Estado e das câmaras municipais e prefeituras de Mato Grosso do Sul em reconhecimento aos relevantes trabalhos de combate ao narcotráfico e ao crime organizado, além de moções de apoio de outras entidades, como da Ordem dos Advogados do Brasil - Seção Mato Grosso do Sul (OAB-MS), do Instituto Histórico e Geográfico de Mato Grosso do Sul e da Academia Sul-Mato-Grossense de Letras.
Além disso, possui o Título de Cidadão Honorário dos municípios de Anastácio, Bonito, Camapuã, Campo Grande, Rio Brilhante e Sidrolândia, de Mato Grosso do Sul, e de Juscimeira, de Mato Grosso. Em 2005, a Assembleia Legislativa de Mato Grosso do Sul também lhe concedeu o título de cidadão sul-mato-grossense.
Por último, seu nome foi atribuído, em 1999, a uma biblioteca e videoteca em Juscimeira, e também a um Centro Acadêmico da Faculdade Estácio de Sá, em Campo Grande, a partir de 2009.

## Casamento e filhos
Casou-se com Maria Divina de Oliveira em janeiro de 1975, com quem teve três filhos, todos formados em Direito: Adriana Mara de Oliveira, Adriano Magno de Oliveira e Odilon de Oliveira Júnior. Também possui quatro netos: Enzo, Pedro Henrique, João Lucas e Odilon Neto.

## Política
Foi filiado ao PDT (Partido Democrático Trabalhista), tendo formalizado a filiação no dia 11 de novembro de 2017, em ato político com a presença do pré-candidato à presidência, Ciro Gomes, e dos presidentes nacional e estadual da legenda, Carlos Lupi e Dagoberto Nogueira, onde também foi lançada oficialmente a sua pré-candidatura para disputar o cargo de Governador do Estado de Mato Grosso do Sul. Em julho de 2019, Odilon de Oliveira divulgou carta anunciando sua desfiliação ao PDT. Objetivo dele é de se filiar a outro partido para disputar prefeitura do interior do Estado.
A candidatura foi homologada durante a convenção do partido, em julho de 2018, sendo o primeiro candidato a ser confirmado na disputa ao Governo de Mato Grosso do Sul. Em agosto, foi confirmado o nome do bispo Marcos Victor, de Dourados, a disputar o cargo de vice-governador na chapa de Juiz Odilon, tendo sido indicação do Partido Republicano Brasileiro (PRB) em razão do trabalho que desenvolve na região sul do Estado. A coligação de Odilon, denominada “Esperança e Mudança”, foi formada pelos partidos PDT, PRB e Podemos. Foi vencido pelo adversário Reinaldo Azambuja no segundo turno.

## Cultura popular
Sua vida inspirou no filme Em Nome da Lei (2016), do diretor Sérgio Rezende, com Mateus Solano interpretando juiz federal Vítor Ferreira o protagonista livremente baseado em Odilon.
A sua rotina cercada de policiais também é tema do documentário Odilon, Réu de Si Mesmo, do diretor Leandro Lima, que deve estrear em 2018.